# 伝言 (アルバム)
『伝言』（でんごん）は、福山雅治の1枚目のオリジナルアルバム。1990年4月21日発売。発売元はBMGビクター（現・Ariola Japan）。

## 解説
- デビューシングル「追憶の雨の中」の発売1か月後にリリースされた、福山のデビューアルバムである。
- キャッチコピーは、“伝えたいこと、溢れてとまらない……。”
- 1988年10月から行われていたレコーディングの中で制作された。福山からの要望で、プロデュースは元ARBの白浜久が手掛けている。
- 福山はもともと1989年5月にレコードデビュー予定であったが、自分のキーに合わない曲を歌い続けたために声帯にポリープができてしまい、デビューが延期になった。
- 裏方ではあるが、本作の一部の曲[注釈 1]で所属事務所の先輩に当たるサザンオールスターズの野沢秀行がパーカッションで参加している。

## 収録曲
| 全編曲: 白浜久。 |                            |                  |                              |       |
| #                | タイトル                   | 作詞             | 作曲                         | 時間  |
| 1.               | 「PEACE IN THE PARK」      | 福山雅治・白浜久 | 白浜久                       | 4:34  |
| 2.               | 「DEAD BODY」              | 福山雅治・白浜久 | 白浜久                       | 4:36  |
| 3.               | 「まぼろし」               | 福山雅治         | 佐野日出夫・白浜久           | 5:52  |
| 4.               | 「BLUE SMOKY」             | 福山雅治         | 白浜久                       | 4:07  |
| 5.               | 「古い友への手紙」         | 福山雅治         | 白浜久                       | 3:59  |
| 6.               | 「追憶の雨の中」           | 福山雅治         | 福山雅治・補作曲: 佐野日出夫 | 3:59  |
| 7.               | 「かなしみは…」            | 福山雅治・白浜久 | 白浜久                       | 4:53  |
| 8.               | 「WHITE LIGHT WHITE HEAT」 | 福山雅治         | 白浜久                       | 2:57  |
| 9.               | 「WIND FROM JUNGLE」       | 白浜久           | 佐野日出夫・福山雅治         | 3:08  |
| 10.              | 「I LOVE YOU」             | 福山雅治         | 白浜久                       | 3:31  |
| 合計時間:        | 合計時間:                  | 合計時間:        | 合計時間:                    | 41:36 |

### 楽曲解説
1. PEACE IN THE PARK
2. DEAD BODY
ベストアルバム『MAGNUM COLLECTION 1999 "Dear"』にライブテイクが収録されている。
3. まぼろし
28thシングル「生きてる生きてく」（通常盤）に歌詞を改訂したライブテイクが収録されている。
4. BLUE SMOKY
ライブ『"福山☆冬の大感謝祭 其の十一"』の開催に際して行われた、演奏曲リクエスト投票で最下位となった。元々最下位の曲もサプライズで披露する予定だったが、福山自身が「最下位になるのも納得」「言いたいことも言えていない歌詞」「歌詞の内容は『不潔』」と語るほどの楽曲だったため、演奏にあたって歌詞を大幅に改訂しリアレンジされて演奏された。
28thシングル「生きてる生きてく」（初回限定盤Ａ）にライブテイクが収録されている。
5. 古い友への手紙
6. 追憶の雨の中
1stシングル。
7. かなしみは…
1stシングル「追憶の雨の中」のカップリング曲。
8. WHITE LIGHT WHITE HEAT
9. WIND FROM JUNGLE
10. I LOVE YOU
31stシングル「I am a HERO」（ファンクラブ限定 BROS.盤）にセルフカヴァーが収録されている。